# Presa Naute

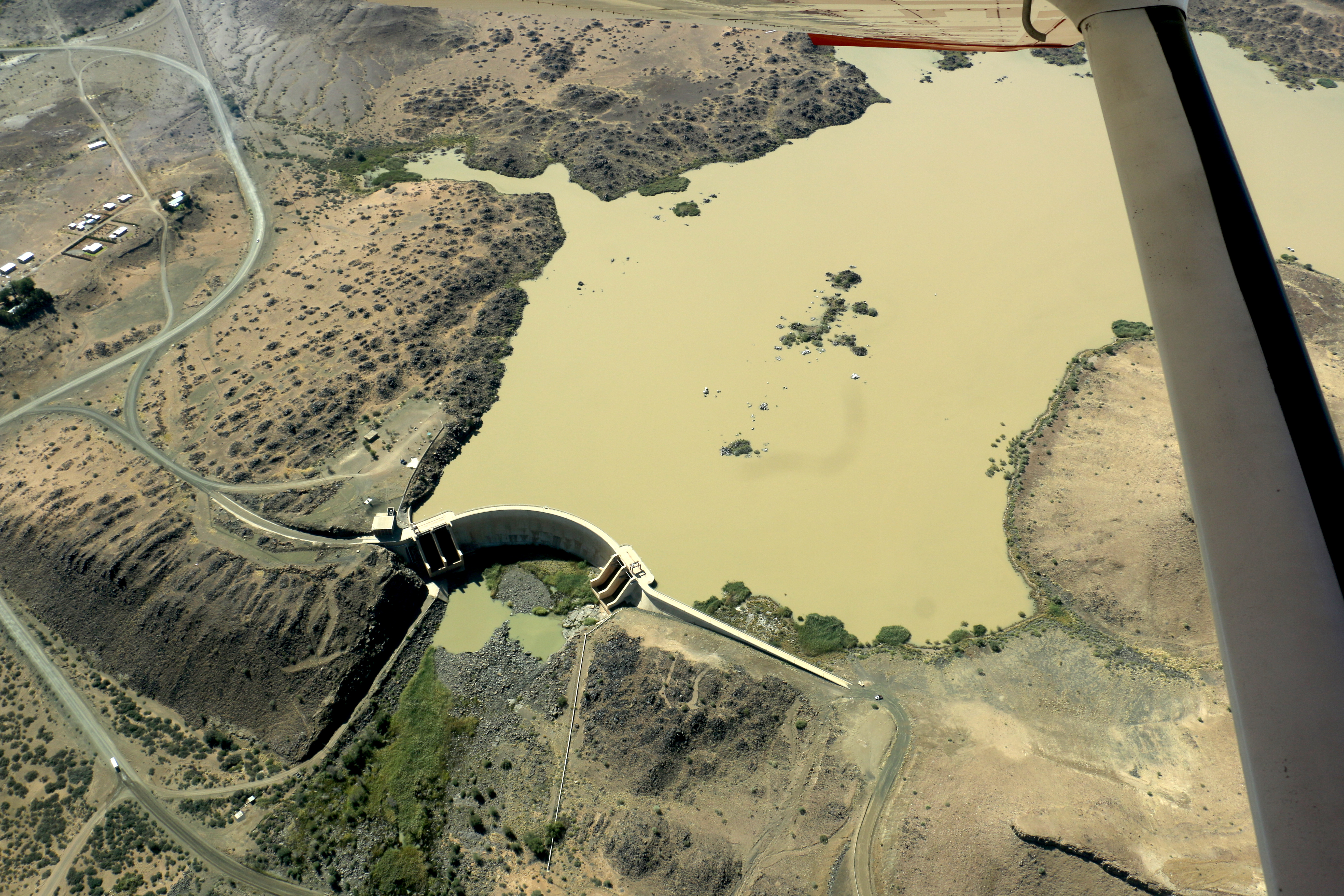
Vista panorámica de la presa Naute (imagen aérea de mayo de 2017).

La presa Naute es una presa en las afueras de Keetmanshoop, en la Región de Karas, una de las catorce regiones de Namibia. Es la región más meridional de Namibia. Fue construida por el Concor Holdings entre 1970 y 1972 y entró en servicio oficialmente en septiembre de 1972. Es la tercera presa más grande de Namibia después de la presa de Hardap, la más grande del Namibia y está situada al norte de Naute y tiene una capacidad de hasta 69 millones de metros cúbicos de agua. El río que abastece a la presa es el Löwen, un afluente del  Visrivier.

## Negocios
La presa de Naute suministra agua potable a Keetmanshoop y a algunas granjas de los alrededores, pero se utiliza predominantemente para el riego. Ha sido constantemente subutilizada y es una de las pocas presas en Namibia que a menudo se llena hasta el total de su capacidad.
El Naute Aqua Fish Farms Project —Proyecto de Piscifactorías Naute Aqua—, una piscifactoría propiedad del gobierno, tiene su base en la presa.
La granja de frutas de la Naute, también ubicada en la presa Naute, cultiva principalmente  dátiles para su exportación a Europa. En 2009, se proyectó que la granja exportara 180 toneladas de dátiles en comparación con las 120 del año anterior. En marzo de 2009, la granja empleaba 76 empleados a tiempo completo y 250 trabajadores de temporada.

## Galería

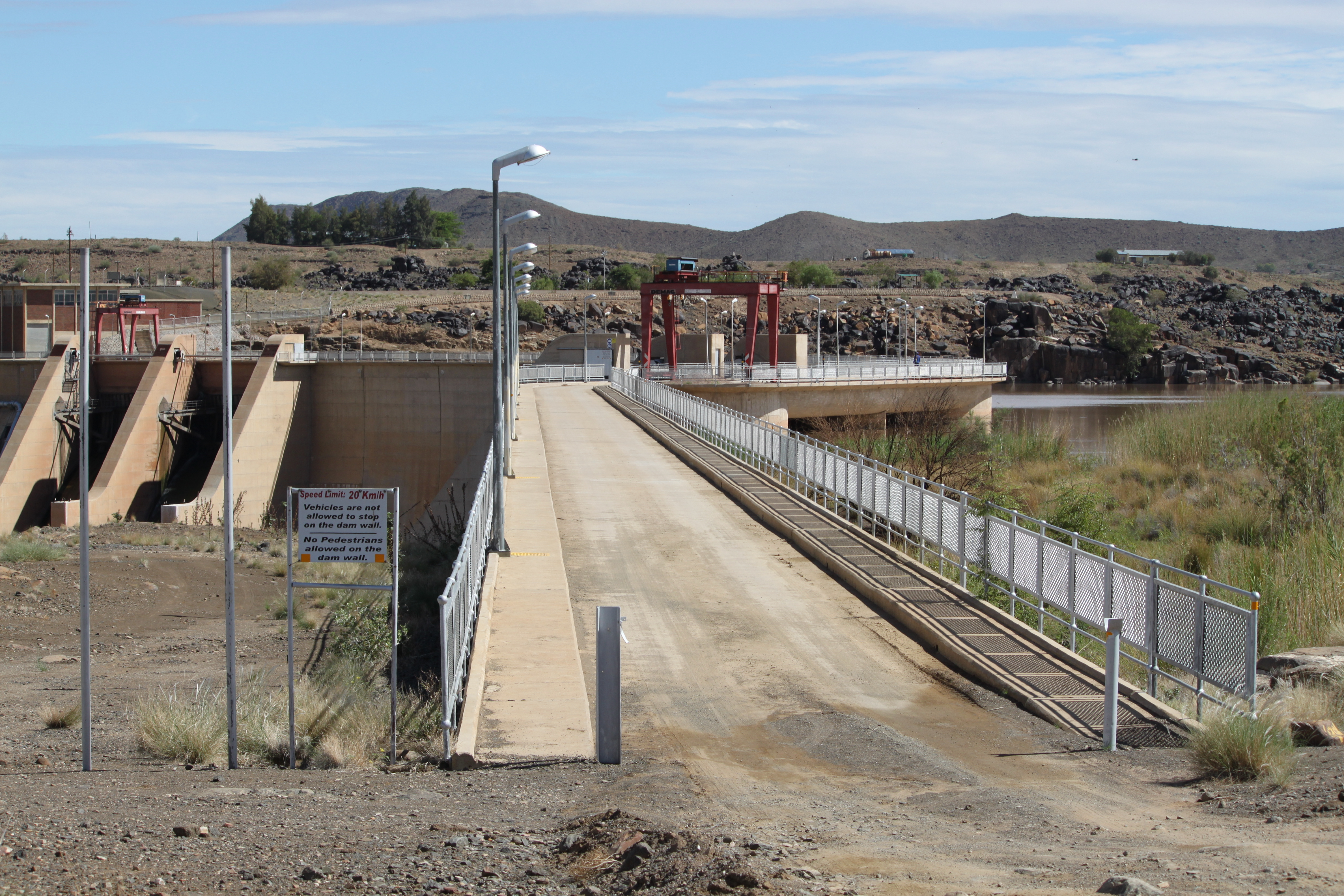
Vista de la Presa Naute
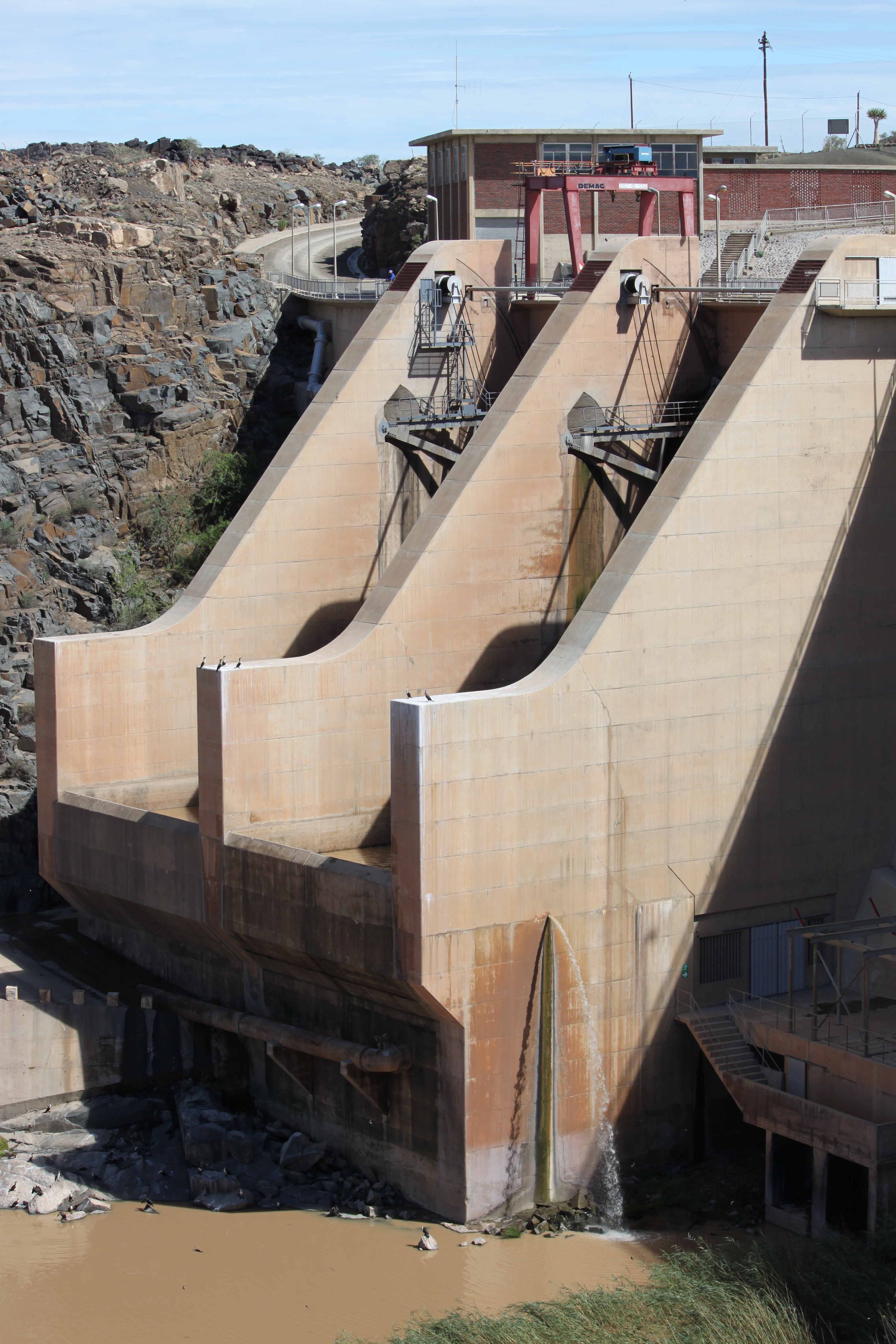
Vista de los aliviaderos de la Presa Naute
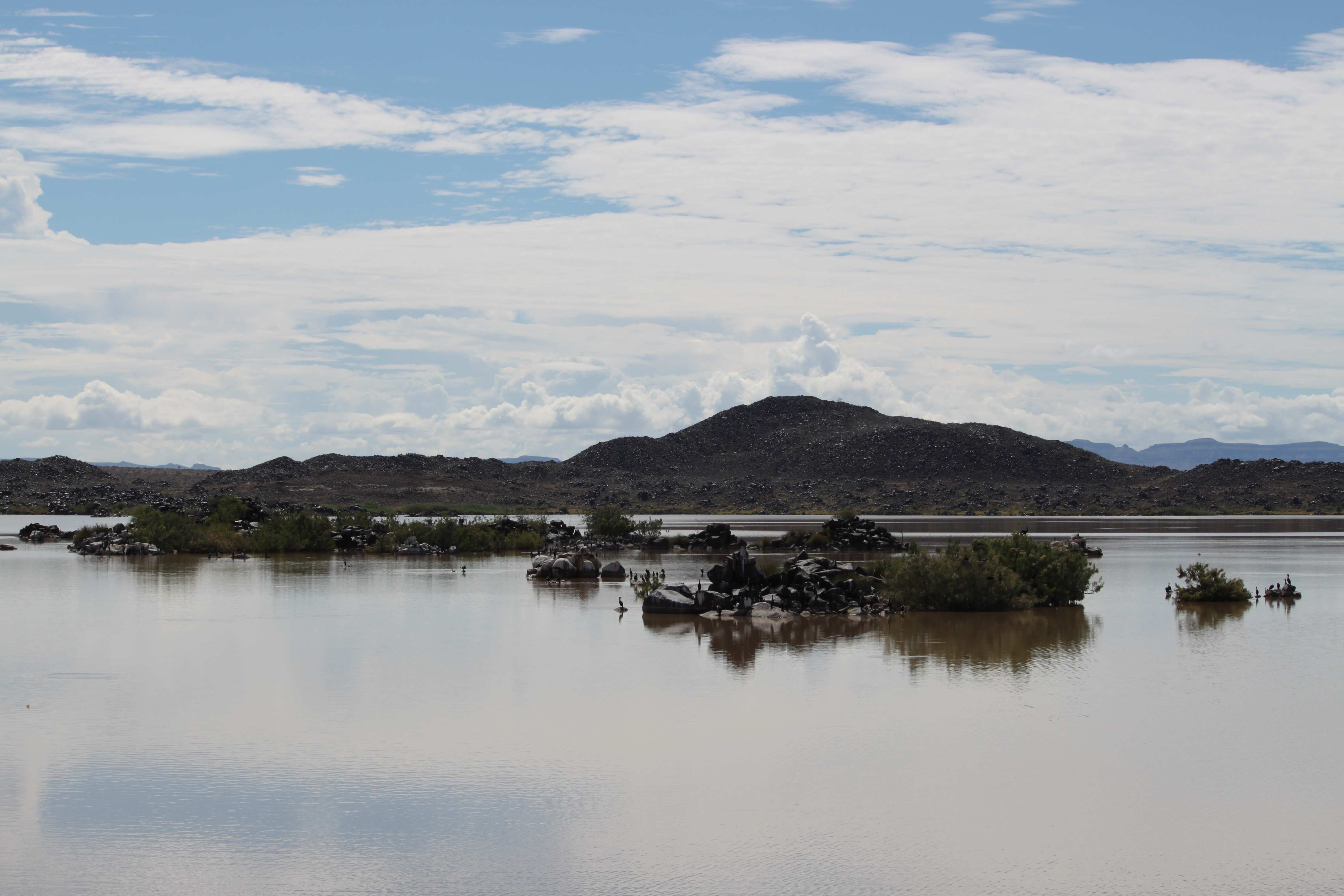
Embalse de la presa de Naute
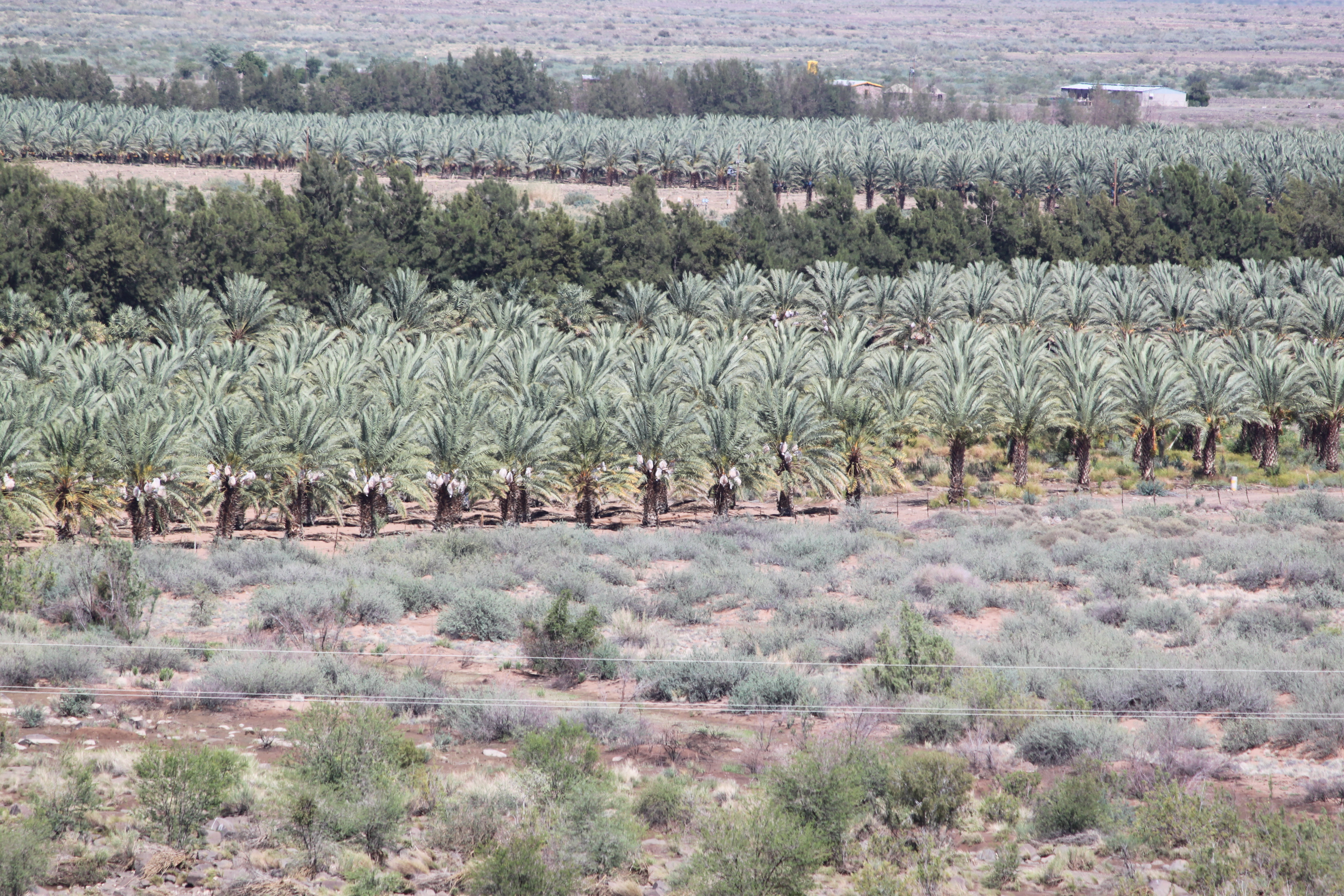
Plantación de palmeras datileras junto a la presa Naute